# Todor Pramatarov
Todor Pramatarov (en bulgare : Тодор Праматаров) (né le 8 août 1968 à Sofia en Bulgarie) est un footballeur bulgare.

## Biographie
Il fut meilleur buteur du championnat bulgare lors de la saison 1996-1997 (avec 26 buts pour le Slavia Sofia). 
Natif de Sofia, Pramatarov a joué pour le FC Lyulin, PFC Montana, Lokomotiv Sofia, CSKA Sofia, Slavia Sofia, PFC Shumen, Litex Lovech, les grecs du AO Kavala, Velbazhd Kyustendil, Pirin Blagoevgrad, Vihren Sandanski et les chypriotes de l'Aris Limassol.